# Hardy Duckert
Hardy Duckert (* 10. Juli 1964; † 26. September 2022) war ein deutscher Fußballspieler. In der höchsten Spielklasse des DDR-Fußballs, der Oberliga, spielte er für den FC Vorwärts Frankfurt/Oder und dessen Nachfolger FC Victoria '91.

## Sportliche Laufbahn

### Club- und Vereinsstationen
Duckert, der mit dem organisierten Fußballspielen mit sieben Jahren bei Aufbau Schwedt begann, gehörte dem FC Vorwärts Frankfurt/Oder seit 1977 an. Der 1,66 Meter große Mittelfeldspieler trat für den Fußballclub der Armeesportvereinigung Vorwärts bis 1991 in 110 Partien der höchsten Spielklasse des DDR-Fußballs an. Dabei gelangen dem Junioren- und Nachwuchsauswahlspieler vier Tore. Im Europapokal wurde er für die Vorwärts-Elf, die sich zwischen 1982/83 und 1984/85 dreimal in Folge für den UEFA Cup qualifiziert hatte, in seinen Oberligaanfangsjahren nicht eingesetzt.
Im Sommer 1982 wurde er, damals noch im Angriff, für das Aufgebot der Nachwuchsoberligamannschaft des FCV gemeldet. Im Laufe der Saison 1982/83 debütierte Duckert in der DDR-Oberliga. Beim Auswärtsremis (1:1) gegen den FC Carl Zeiss Jena am 16. Spieltag wurde der Neuling in der 55. Minute für Lothar Enzmann eingewechselt. Es blieb sein einziger Erstligaeinsatz bis zum Mai 1984. Ab der Spielzeit 1984/85 erkämpfte sich Duckert einen Stammplatz im Oberligateam der Frankfurter.
Mit der 2. Mannschaft des FCV hatte er zuvor 1983/84 die Frankfurter Bezirksmeisterschaft gewonnen und über die Aufstiegsrunde die zweitklassige DDR-Liga erreicht. Im ostdeutschen Unterhaus spielte er bis zum Abstieg der 1. Mannschaft aus der Oberliga 1987/88, der auch den Rückzug von FCV II in die Frankfurter Bezirksliga nach sich zog, auch immer wieder für die Reserveelf.
Mit der Einführung eines gesamtdeutschen Ligafußballs wechselte er zum FSV PCK Schwedt. In der Premierensaison der Amateur-Oberliga im NOFV-Bereich lief er für die Oderstädter in allen 34 Punktspielen auf. In der zunächst dritt-, aber 1994 viertklassigen Nordost-Oberliga blieb er für die Schwedter bis 1996, kurz vor ihrer Insolvenz, am Ball. Nach einem Abstecher zu Fortuna 94 Schwedt und dem Uckermärkischen FC Schwedt spielte der frühere Erstligakicker für den FC Schwedt 02 rund um seinen 40. Geburtstag in der Brandenburg-Liga.

### Auswahleinsätze
In den 1980er-Jahren wurde der Vorwärts-Akteur sechsmal in der U-21-Nationalelf der DDR aufgeboten. Zuvor hatte Duckert bereits in der Juniorennationalelf des DFV vier Länderspiele bestritten. Mit der ostdeutschen U-18 hatte er im Sommer 1981 bei den Jugendwettkämpfen der Freundschaft in der ČSSR den 7. Platz belegt.

## Weiterer Werdegang
Nach seiner Laufbahn als Fußballer beziehungsweise parallel zu den letzten Jahren als Spieler in Schwedt, wo er später auch Traineraufgaben übernahm, war er im dortigen Sportamt sowie als Autoverkäufer tätig. Duckert starb am 26. September 2022 im Alter von 58 Jahren.